# Bothrocophias andianus
Espèce
Synonymes
- Bothrops andiana Amaral, 1923
- Bothrops andianus Amaral, 1923

Bothrocophias andianus est une espèce de serpents de la famille des Viperidae. 

## Répartition
Cette espèce se rencontre :
- en Bolivie dans la cordillère Royale ;
- au Pérou, dans les régions de Cuzco et de Puno.

## Description
L'holotype de Bothrocophias andianus mesure 605 mm dont 90 mm pour la queue. Cette espèce a le dos gris olivâtre avec des marques triangulaires sombres cerclées de clair. Le dessous de sa tête est jaune vif finement poudré de gris foncé. C'est un serpent venimeux.

## Publication originale
- Amaral, 1923 : New genera and species of snakes. Proceedings of the New England Zoological Club, vol. 8, p. 85-105 (texte intégral).